# Santa Creu d'Illa

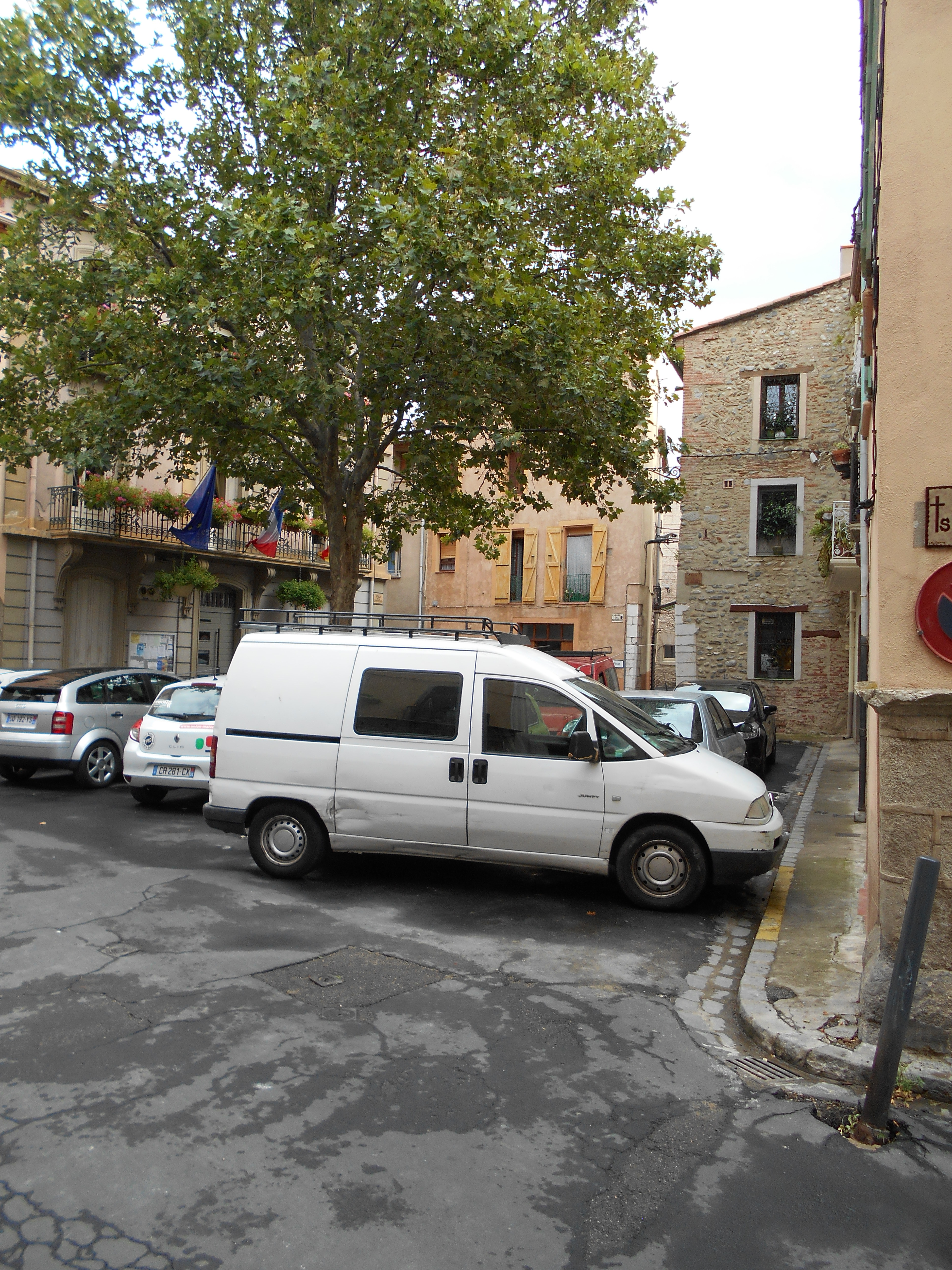
Lloc on era la capella de la Sant Creu

La Santa Creu d'Illa va ser una església, ara desapareguda, de la vila d'Illa, en el terme comunal del mateix nom, a la comarca del Rosselló (Catalunya del Nord).
Estava situada en el lloc on ara és la Plaça de la Resistència, on hi ha la Casa del comú de la vila d'Illa. Existia encara el segle xviii.